# نمودار پارتو
نمودار پارتو (انگلیسی: Pareto chart) که نامش از نام‌خانوادگی ویلفردو پارتو گرفته شده، نموداری است که از دو نمودار میله‌ای و نمودار خط تشکیل شده‌است. نمودار میله‌ای که به صورت نزولی نمایش داده می‌شود، نشاندهنده تک تک مقادیر به صورت مجزاست و مقدار کل با نمودار خط معرفی می‌شود.

محور عمودی سمت چپ معرف فراوانی وقوع است اما گاه می‌تواند نشان دهنده هزینه یا یکی دیگر از مقادیر مهم واحدهای اندازه‌گیری نیز باشد. این در حالی است که محور عمودی سمت راست درصد تجمعی از تعداد وقایع، کل هزینه یا تعداد مشخصی یکا را نمایش می‌دهد.

نمودار پارتو به منظور برجسته کردن مهمترین عامل‌ها در میان مجموعه‌ای (معمولاً بزرگ) از عوامل به کار می‌رود. این نمودار در فرایند کنترل کیفیت اغلب نشان دهنده عوامل وقوع شایع‌ترین نقایص یا دلیل شایع‌ترین شکایات مشتریان است.